# Ruth Kowalska
Ruth Taru-Kowalska (jid. רות טאַרו-קאָוואַלסקאַ; ur. 31 grudnia 1909 w Warszawie jako Chaja Rajzla Tuchmacher, zm. 20 listopada 1979 w Warszawie) – polska reżyser, aktorka teatralna i filmowa związana z teatrem jidysz, także działaczka komunistyczna.

## Życiorys

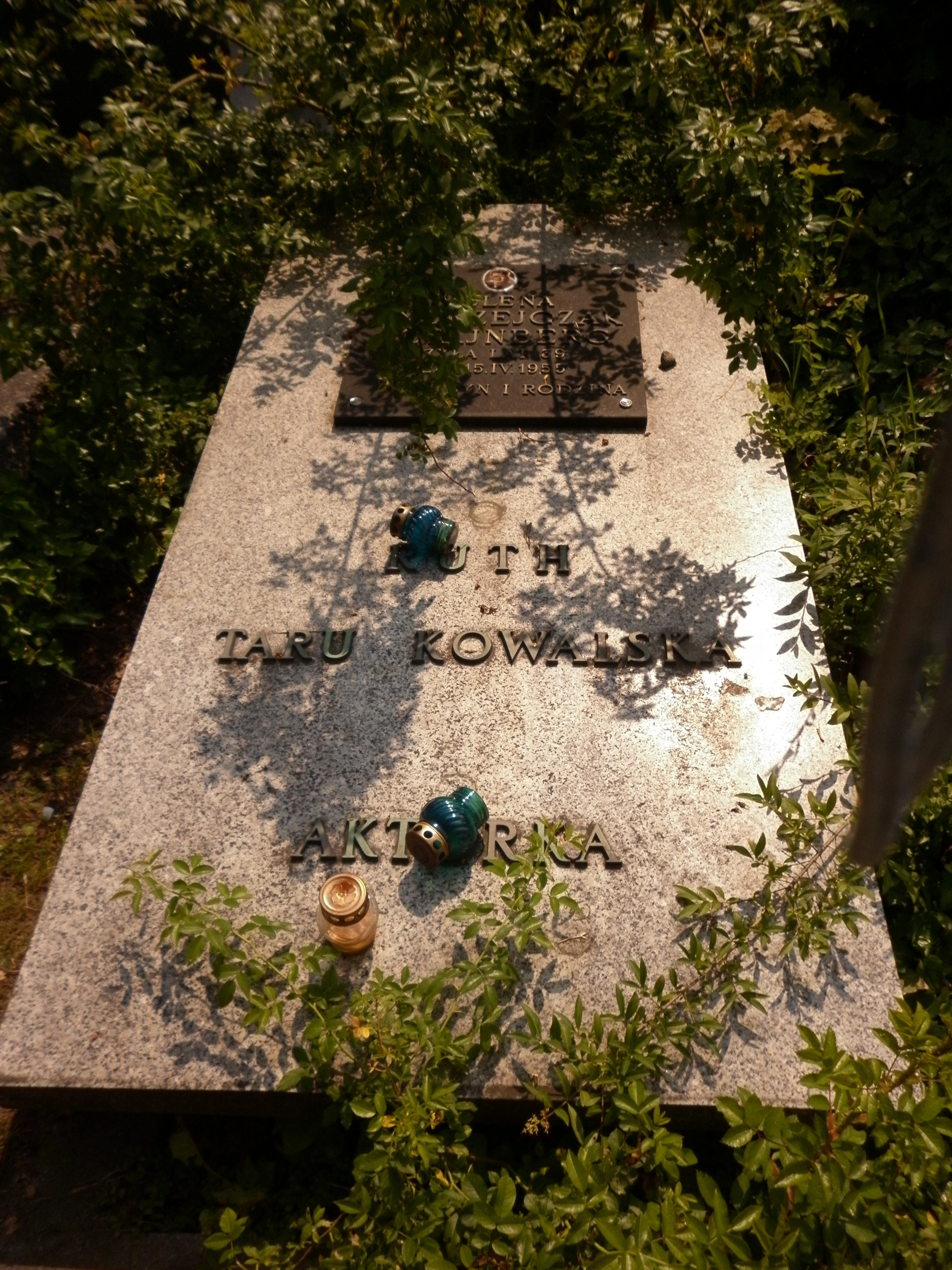
Grób Ruth Kowalskiej na Cmentarzu Wojskowym na Powązkach

Urodziła się w Warszawie w rodzinie żydowskiej. W latach 1926–1938 była aktorką Żydowskiego Teatru Artystycznego w Warszawie, kierowanego przez Idę Kamińską. W latach 1938–1939 więziona na Pawiaku za działalność komunistyczną; przez wiele lat była członkiem Komunistycznej Partii Polski. Po wybuchu II wojny światowej wyjechała do Wilna, gdzie występowała w miejscowych teatrach. Po ataku III Rzeszy na Związek Radziecki w 1941, uciekła do Kazachstanu.
W 1946 jako repatriantka wróciła do Polski i osiadła we Wrocławiu. W tym samym roku ukończyła kurs dla kierowników teatrów amatorskich i rozpoczęła pracę w Dolnośląskim Teatrze Żydowskim. Od 1950 była aktorką łódzkiej sceny Teatru Żydowskiego w Warszawie, a od 1955 do śmierci występowała na scenie warszawskiej. Pochowana jest na Cmentarzu Wojskowym na Powązkach w Warszawie (kwatera 39B-3-6).

## Kariera
| Teatr Żydowski w Warszawie - 1955: Mirełe Efros - 1958: Sender Blank - 1958: Kune-Lemł - 1958: Drzewa umierają stojąc - 1960: Strach i nędza III Rzeszy - 1962: Joszke Muzykant - 1963: Serkełe - 1963: Bezdomni - 1965: Urodziłem się w Odessie... - 1966: Swaty - 1968: Mirełe Efros - 1969: Bóg, człowiek i diabeł - 1969: Zielone pola - 1970: Tewje Mleczarz - 1972: Wielka wygrana - 1973: Dybuk - 1975: Dzban pełen słońca - 1976: Zmierzch - 1976: Dwaj Kunie-Lemł - 1978: Planeta Ro Teatr Żydowski w Łodzi - 1950: Sen o Goldfadenie - 1950: Rodzina Blank - 1951: Dr A. Leśna - 1952: Pan Jowialski - 1953: Dom w getcie Dolnośląski Teatr Żydowski we Wrocławiu - 1947: Zielone pola - 1954: Pajęczyna | - 1953: Celuloza - 1954: Pod gwiazdą frygijską - 1959: Wspólny pokój - 1963: Naganiacz - 1969: Wniebowstąpienie - 1972: Jak daleko stąd, jak blisko - 1979: Dybuk - 1979: Komedianci |